# Fürstenberg (Konstanz)
Fürstenberg ist einer von 15 Stadtteilen von Konstanz in Baden-Württemberg. Mit rund 12.500 Einwohnern ist Fürstenberg der von der Einwohnerzahl drittgrößte Konstanzer Stadtteil.

## Geografie
Der Ort liegt nördlich der Kernstadt Konstanz zwischen den beiden Konstanzer Stadtteilen Wollmatingen und Petershausen-West an der Landesstraße 220. Zum Gebiet gehört das namensgebende Fürstenberg, der als Naherholungsgebiet genutzt wird.

## Geschichte
Seinen Ursprung findet der Stadtteil im Jahr 1830, als der Brauer Carl Barxell den Fürstenberg der Gemeinde Wollmatingen abkaufte, um auf dem Nordhang des Berges einen Bierkeller einzurichten. Mitte des 19. Jahrhunderts endete der Wirtschaftsbetrieb auf dem Fürstenberg. Anfang des 20. Jahrhunderts wurden im Westen des Bergs das Herosé-Werk und eine Siedlung errichtet.
Im Jahr 1932 kaufte die Stadt Konstanz Barxell den nordöstlichen Teil des Fürstenbergs ab, später im selben Jahr das restliche Gebiet.